# Почесний донор Товариства Червоного Хреста УРСР

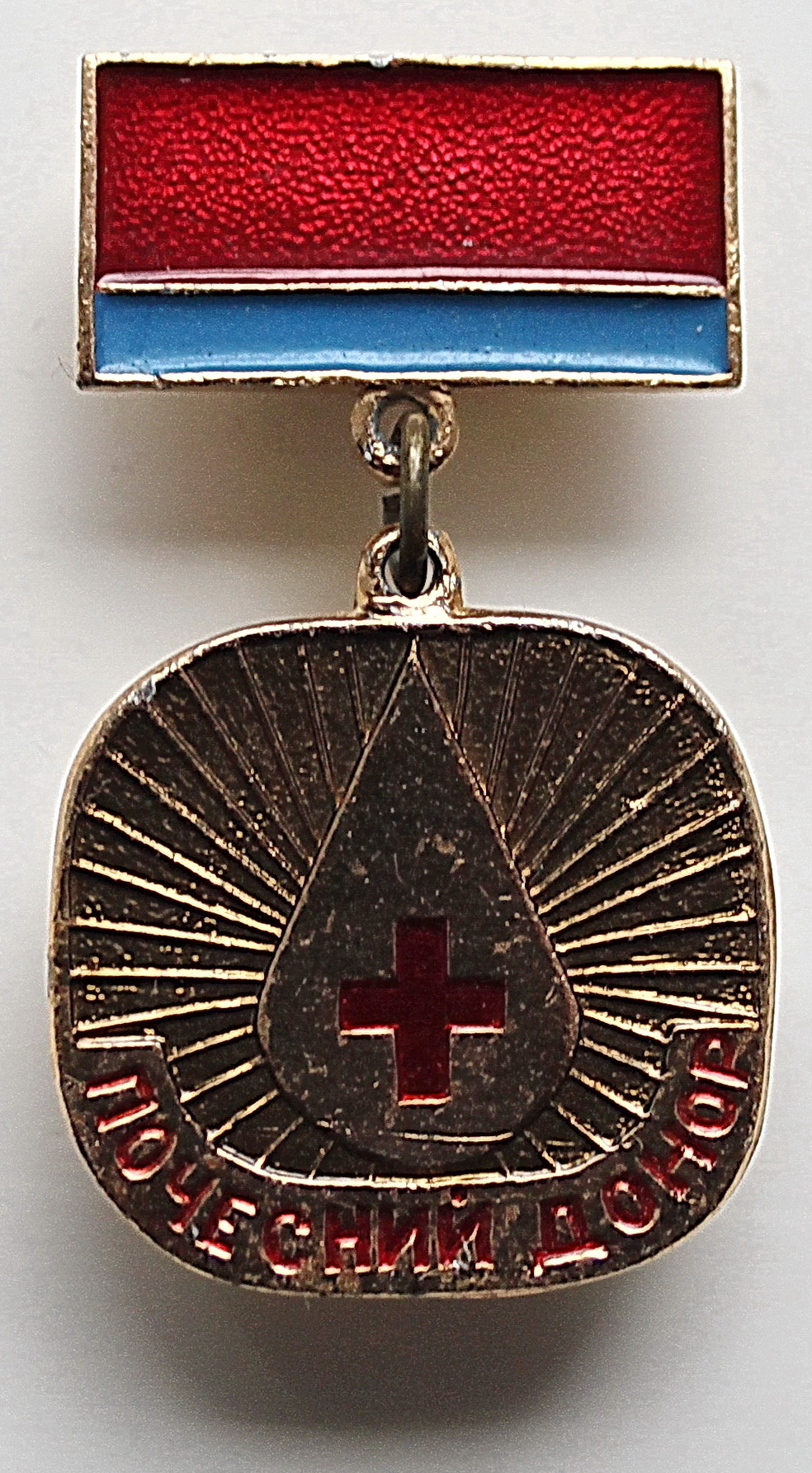
Почесний донор Товариства Червоного Хреста УРСР

Почесний донор Товариства Червоного Хреста УРСР — почесне звання в Українській Радянській Соціалістичній Республіці (УРСР), яким нагороджували найбільш активних донорів держави із врученням їм нагрудного знака «Почесний донор Товариства Червоного Хреста УРСР».
Нагрудним знаком «Почесний донор Товариства Червоного Хреста УРСР» нагороджували громадян, які безкорисно 25 і більше разів давали кров і активно залучали населення до лав донорів. До нього додавалося номерне посвідчення Почесного донора Товариства Червоного Хреста УРСР. У посвідченні не було фотографії та особистого підпису його власника. В ньому вказувалися прізвище, ім'я та по батькові та підстава, а саме: постанова Президії комітету Товариства Червоного Хреста  Української РСР з номером відповідного протоколу та датою і підписом Голови Товариства Червоного Хреста УРСР. Там ж був витяг з Положення про нагрудний знак «Почесний донор Товариства Червоного Хреста УРСР».

## З Положення про нагрудний знак «Почесний донор Товариства Червоного Хреста УРСР».
Нагрудним знаком «Почесний донор Товариства Червоного Хреста Української РСР» нагороджуються донори, які двадцять п'ять та більше разів безкорисно давали кров для врятування життя хворих і потерпілих при захисті соціалістичної Вітчизни, охороні Державного кордону СРСР та громадського порядку, при стихійних лихах та нещасних випадках, та які водночас проводять активну роботу по залученню населення до лав донорів.
Нагрудним знаком «Почесний донор Товариства Червоного Хреста УРСР» відмічено в середині 80-х років ХХ століття близько 50 тис. чоловік. Ці донори мали деякі пільги (безоплатний проїзд у автобусах міських та приміських маршрутів, безкоштовне позачергове зубопротезування і таке інше).
З розпадом Радянського Союзу це звання автоматично перестало існувати, але навічно закріплено за донорами УРСР, яким воно присвоєно.
Нагороджені нагрудним знаком «Почесний донор Товариства Червоного Хреста УРСР» права на встановлення надбавки до пенсії відповідно до Закону України  «Про донорство крові та її компонентів» не мають.

## Примітка
- Шаблон:Почесний донор Товариства Червоного Хреста УРСР